# We Are the In Crowd
We Are the In Crowd ist eine 2009 gegründete Pop-Punk-Band aus Poughkeepsie, New York.

## Geschichte
Die im Jahr 2009 in Poughkeepsie im Bundesstaat New York gegründete Pop-Punk-Band besteht aus Sängerin Tay Jardine, Leadgitarrist Cameron Hurley, Rhythmusgitarrist Jordan Eckes, Bassist Mike Ferri und Schlagzeuger Robert Chianelli.
Im Juni 2010 brachte die Gruppe ihre EP Guaranteed to Disagree in Eigenregie heraus. Gegen Ende des Jahres unterzeichnete die Gruppe einen Plattenvertrag bei Hopeless Records. Über diese Plattenfirma wurde im Jahr 2011 ihr Debütalbum Best Intentions weltweit herausgebracht. Dieses stieg auf Platz 122 in den nationalen Albumcharts ein. Auch das zweite Studioalbum, Weird Kids, welches drei Jahre später veröffentlicht wurde, stieg in die US-Charts ein. Dort platzierte sich das Album auf dem 29. Platz.
Die Gruppe tourte bereits mehrfach international, wobei sie mit Bands wie Breathe Carolina, All Time Low, Mayday Parade, A Rocket to the Moon, Young Guns, Set Your Goals und Yellowcard auftrat. Auf ihren zahlreichen Tourneen waren We Are the In Crowd auf mehreren Musikfestivals zu sehen, darunter auf dem Groezrock, der Warped Tour, dem Soundwave Festival, den Reading and Leeds Festivals, dem Extreme Thing und dem Slam Dunk Festival.
Im Jahr 2011 wurde die Gruppe in der Kategorie Bester internationaler Newcomer bei den Kerrang! Awards nominiert. Die Frontsängerin wurde 2012 und 2013 jeweils in der Kategorie Hottest Female nominiert. 2012 gewann sie in dieser Kategorie.
Am 10. Februar 2016 gab Sängerin Taylor Jardine eine Auszeit von der Band bekannt, um sich einem anderen Projekt zu widmen. Die neue Band besteht aus Mitgliedern von We Are the In Crowd mit Ausnahme von Schlagzeuger Rob Chianelli und Rhythmusgitarrist Jordan Eckes. Im Oktober 2016 wurde die erste Single Technicolor der neuen Band Sainte veröffentlicht.

## Stil
Laut Phil Mongredien vom Guardian spiele We Are the In Crowd Popmusik, welcher fälschlicherweise als Punk beschrieben werde. Vergleichbar sei die Musik der Gruppe mit Paramore, sagt Julian von Pop Punks. Der Gesang von Tay Jardine erinnere an Hayley Williams, sagt Enno Kueker.

## Diskografie

### EPs
- 2010: Guaranteed to Disagree

### Alben
- 2011: Best Intentions (Hopeless Records)
- 2014: Weird Kids (Hopeless Records)